# Psihoaktivni lek
Psihoaktivni lek ili psihoaktivna droga (takođe psihofarmaceutski ili psihotropski lek) je hemijska supstanca koja prolazi kroz krvno-moždanu barijeru i dejstvuje prvenstveno na centralni nervni sistem gde menja funkciju mozga, što dovodi do promena u percepciji, raspoloženju, svesti, spoznaji i ponašanju. Ovi lekovi mogu biti korišćeni rekreativno, sa namerom menjanja spoznaje, za ritualne ili duhovne namene, kao oruđe za studiranje ili menjanje uma, ili terapeutski kao lek.
Zato što psihoaktivne supstance proizvode subjektivne promene svesti i raspoloženja koje mogu biti prijatne za korisnika (npr. euforija), ili korisne (npr. povišena okretnost), mnoge psihoaktivne supstance se zloupotrebljavaju. Drugim rečima, ove supstance se koriste prekomerno, uprkos rizika od negativnih posledica. Dugotrajna upotreba pojedinih psihotropskih lekova može da izazove fizičku zavisnost. Rehabilitacija od droga ima za cilj prekidanje ciklusa zavisnosti putem upotrebe kombinacije psihoterapije, grupa za podršku i kontrolisane primene psihoaktivnih supstanci.

## Literatura
- „Chapter 1 Alcohol and Other Drugs”. Bush Book.  978-0-7245-3361-9.

## Spoljašnje veze
- Žurnal psihoaktivni lekovi
- Neuronauka psihoaktivnih supstanci
- Istraživanje efekata upotrebe droga

|  | Molimo Vas, obratite pažnju na važno upozorenje u vezi sa temama iz oblasti medicine (zdravlja). |